# Bói cá nhỏ
Bói cá nhỏ (danh pháp hai phần: Ceryle rudis) là loài chim thuộc chi đơn loài Ceryle, Họ Bói cá. Một số tài liệu xếp chúng vào họ Bồng chanh. Loài này phân bố ở Myanma, Nam Trung Quốc và Đông Dương. Sải cánh dài 128 – 150 mm; đuôi: 68 – 75 mm; giò: 10 – 12 mm; mỏ: 53 - 63mm. Tại Việt Nam, loài bói cả nhỏ hiện diện hầu khắp các vùng ở những chỗ có mặt nước rộng và không bị che kín.
Nó được phổ biến khắp vùng hạ Sahara châu Phi và Nam Á Thổ Nhĩ Kỳ đến Ấn Độ Trung Quốc. Nó là người cư trú, và chim di chuyển, ngắn khoảng cách khác hơn là di chuyển theo mùa. Tại Ấn Độ, nó phân bố chủ yếu trên các vùng đồng bằng và được thay thế trong những ngọn đồi cao của dãy Himalaya bởi loài Megaceryle lugubris.
Nó là loài bói cá/bồng chanh ước tính là phổ biến thứ ba của thế giới và là một con chim ồn ào.

## Liên kết ngoài

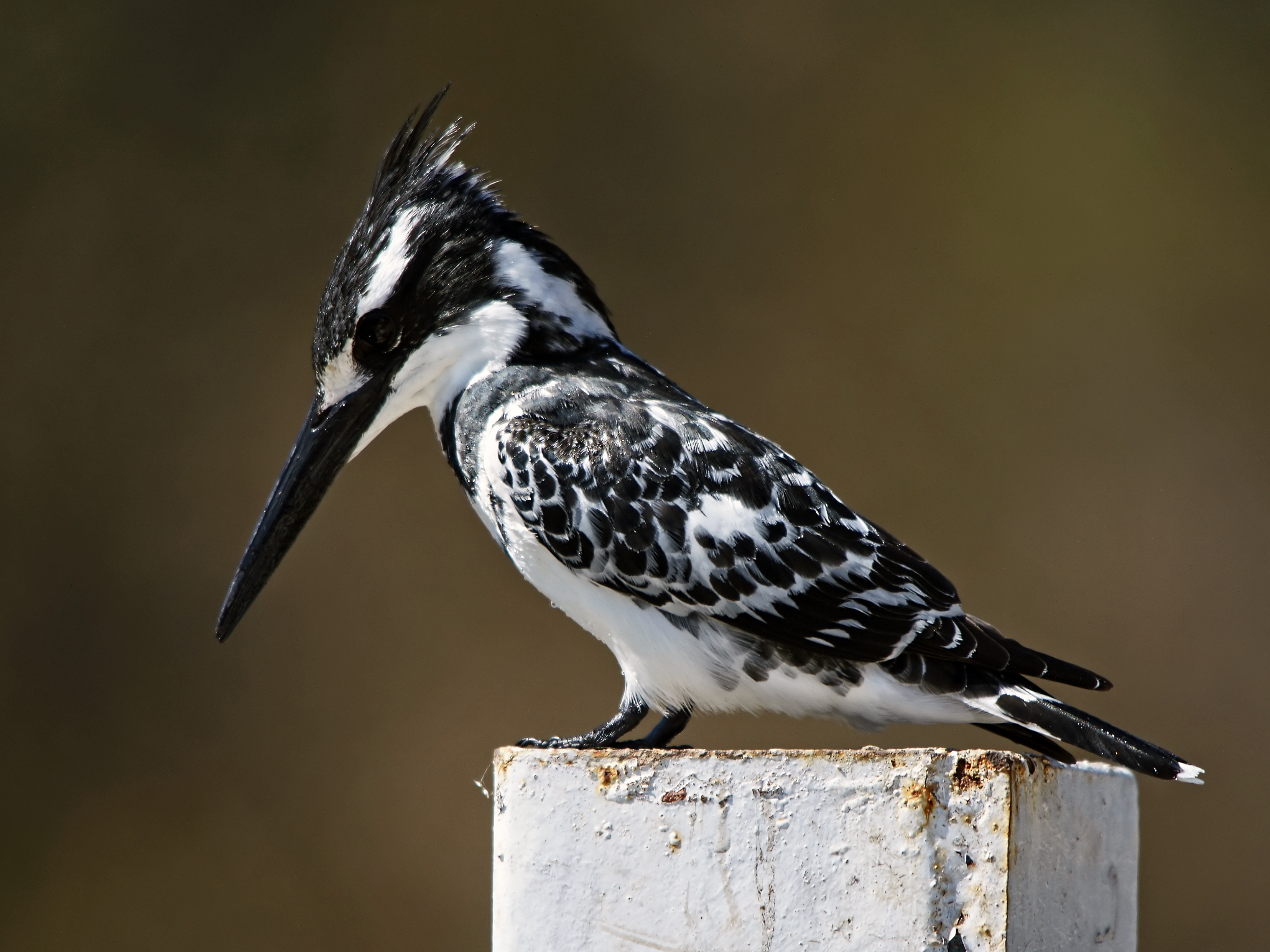
Chim trống

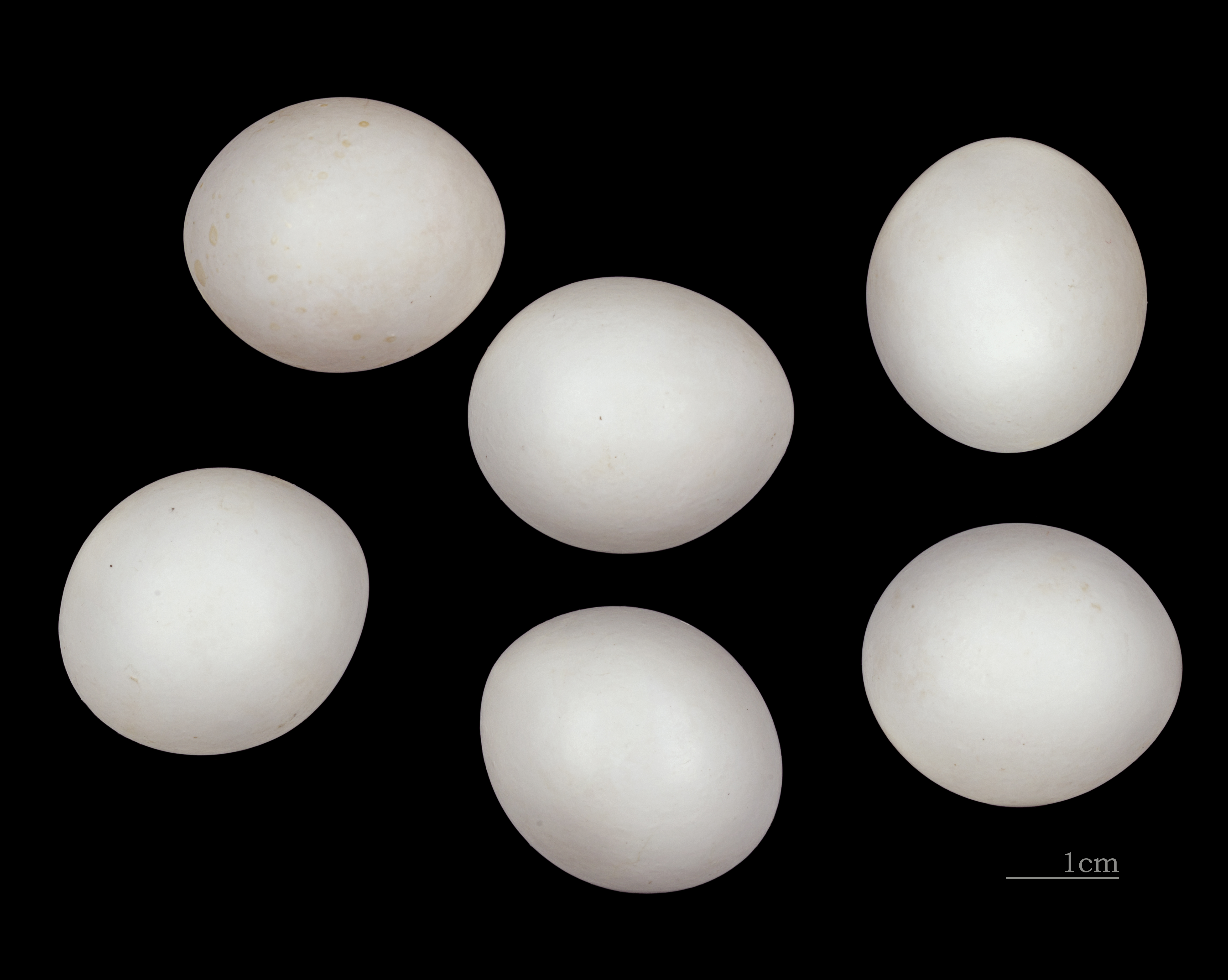
Ceryle rudis